# Eric Mulder
Eric Wolfgang Amadeus Mulder (Almelo, 29 februari 1956) is een Nederlands bioloog en paleontoloog. Hij was meer dan veertig jaar conservator bij Museum Natura Docet.

## Levensloop en werk
Eric Mulder groeide op in Almelo. Reeds als kind had hij een interesse voor dieren en fossielen. Daarom koos hij voor een studie biologie (zoölogie) aan de Radboud Universiteit te Nijmegen, met als bijvak paleontologie.
Na zijn studie keerde Mulder terug naar Twente, waar hij sinds 1982 als conservator verbonden was aan Museum Natura Docet te Denekamp. In 2003 promoveerde hij aan de Vrije Universiteit te Amsterdam op het onderwerp fossiele reptielen uit de mariene krijtsedimenten van Zuid-Limburg. Sinds 2018 is hij tevens gastdocent evolutionaire ontwikkelingsbiologie bij het Bachelor Honoursprogramma 'Origins' van de Universiteit Twente. Ook geeft Mulder geregeld populair wetenschappelijke lezingen. Sinds 2018 geeft hij gastcolleges over evolutietheorie binnen de 'Shaping the Future track' van het Bachelors Honours programma van de Universiteit Twente. Ter gelegenheid van zijn afscheid werd door Natura Docet in 2022 een speciale expositie ingericht, getiteld 'Erics Rariteitenkabinet'.
Mulder is getrouwd en woonachtig in Oldenzaal.

## Onderscheiding
Bij zijn afscheid als conservator werd Mulder in 2022 benoemd tot ridder in de Orde van Oranje-Nassau. Ook werden bij gelegenheid van zijn pensionering twee fossiele tweekleppige schelpensoorten naar hem vernoemd. Deze bleken nieuw voor de wetenschap: Wolfgangella neilpearti en Wolfgangella ignota; beide afkomstig uit de mariene Krijt-sedimenten van de Sint-Pietersberg bij Maastricht.

## Publicaties
Mulder heeft meer dan zestig wetenschappelijke publicaties geschreven en is co-auteur van vier boeken.
2024:
- Jagt, J.W.M., Claessens, L.P.A.M., Fraaije, R.H.B., Jagt-Yazykova, E.A., Mulder, E.W.A., Schulp, A.S. & Wallaard, J.J.W. 2024. The Maastrichtian type area (Netherlands-Belgium): a synthesis of 250 years of collecting and ongoing progress in Upper Cretaceous stratigraphy and palaeontology. In: Clary R.M., Pyle E.J. & Andrews W.M. (eds): Geology’s significant sites and their contributions to geoheritage. Special Publications, 543. Geological Society (London): 14 pp.

- Schulp, A.S., Slootjes, D., Jagt, J.W.M., Mulder, E.W.A., & Bardet, N. 2024. A nomenclatural note on Mosasaurus hoffmanni (Squamata, Mosasauroidea). Netherlands Journal of Geosciences 103, e2. [6]

2023:
- Heere, J.J.A., Wallaard, J.J.W., Mulder, E.W.A., Ponstein, J., & Schulp, A.S. 2023. The first report of Chelonioidea cf. Ctenochelys from the Late Cretaceous of the Maastrichtian type area. Netherlands Journal of Geosciences 102  e6 DOI: [7]

2022:
- Mulder, E.W.A. 2022. Boekbespreking: The Fossil Woman. A Life of Mary Anning. door Tom Sharpe. Uitg. The Dovecote Press, 2021. Gea 55 (4): 24-25.

2021:
- Becker, H.F.J., Fraaije, R.H.B. & Mulder, E.W.A. 2021. Glypheopsis tubantiensis, a new Early Cretaceous glypheid lobster from the Netherlands. Neues Jahrbuch für Geologie und Paläontologie, Abhandlungen 299/2 (2021): 161-170.
- Jagt, J.W.M., Mulder, E.W.A. & Jagt-Yazykova, E.A. 2021. Een ondergronds ‘Crystal Palace Dinosaur Park’ in Valkenburg aan de Geul. Houtskooltekeningen en mergelsculpturen uit de late 19 de en vroege 20 ste eeuw. Gea 54 (2): 11-14.
- Mulder, E.W.A., Meereboer-Necheporenko, T.C. & Nauta, C. 2021. De droom van onderwijzer J.B. Bernink in Denekamp: Beleving en verwondering in Twente. Grondboor & Hamer 75(5): 198-201.
- Mulder, E.W.A. 2021. Ichthyosauriërs: perfectie in convergentie. Gea 54 (4): 9-14.

2020:
- Hullegie, W., Hogervorst, T., Mulder, E.W.A. & Van Wingerden, J.-P. 2020. A call for action? A call for evolution! FysioPraxis 29(1): 16-18.
- Madzia, D., Jagt, J.W.M. & Mulder, E.W.A. 2020. Osteology, phylogenetic affinities and taxonomic status of the enigmatic late Maastrichtian ornithopod taxon Orthomerus dolloi (Dinosauria, Ornithischia). Cretaceous Research 108: 1-19. [8]
- Reumer,J.W.F., Mulder, J., Mulder, E.W.A., Akkerman, H. & Van Konijnenburg-Van Cittert, J.H.A. 2020. The Rhaetian/Hettangian dipterid fern Clathropteris meniscoides BRONGNIART found in erratics in the eastern Netherlands and adjacent Germany. Neues Jahrbuch für Geologie und Paläontologie, Abhandlungen 295/3 (2020): 297-306.

2019:
- Miedema, F., Schulp, A.S., Jagt, J.W.M, & Mulder, E.W.A. 2019. New plesiosaurid material from the Maastrichtian type area, the Netherlands. Netherlands Journal of Geosciences 98, e3. [9]
- Mulder, E.W.A. & Jagt, J.W.M. 2019. Globidens(?) timorensis E. VON HUENE, 1935: not a durophagous mosasaur, but an enigmatic Triassic ichthyosaur. Neues Jahrbuch für Geologie und Paläontologie, Abhandlungen 293/1 (2019): 107-116.
- Mulder, E.W.A. & Jagt, J.W.M. 2019. Georges Cuvier und die Mosasaurier der Oberkreide. Fossilien 36/6 (2019): 16-21.

2018:
- Mulder, E.W.A. 2018. Bookreview: A Monograph of the Fossil Reptilia of the Mesozoic Formations (reprint), Richard Owen. Cambridge University Press, Cambridge (2015), 97 pp. (Paperback, ISBN 978-1-108-08134-4, UK£ 19.99). Proceedings of the Geologists' Association: https://doi.org/10.1016/j.pgeola.2017.10.002.
- Mulder, E.W.A. 2018. On the Lost Legs of the Snake that Seduced Eve. Zoophilologica. Polish Journal of Animal Studies 2017 (3): 191-199.

2017:
- Boekschoten, G.J. & Mulder, E.W.A. 2017. Over de grondslagen van het leven. Verslag van een symposium. Gea 50 (4): 124-125.
- Frey, E., Mulder, E.W.A., Stinnesbeck, W., Rivera-Sylva, H.E., Padilla-Gutiérrez, J.M. & González-González, A.H. 2017. A new polycotylid plesiosaur with extensive soft tissue preservation from the early Late Cretaceous of northeast Mexico. Boletín de la Sociedad Geológica Mexicana, 69: 87 ‒ 134.
- Mulder, E.W.A. 2017. Hoe de slang haar poten verloor. Gea 50 (3): 71-75.

2016:
- Everhart, M., Jagt, J.W.M., Mulder, E.W.A. & Schulp, A.S. 2016. Mosasaurs—how large did they really get? In: Kear, B.P., Lindgren, J. and Sachs S. (eds.) 5 th Triennial Mosasaur Meeting—a global perspective on mesozoic marine amniotes, Uppsala, 16–20 may 2016, program and abstracts, museum of evolution. Uppsala: Uppsala University: 8–10.
- Frey, E., Mulder, E.W.A., Stinnesbeck, W., Salazar, C. & Héctor Quinzio-Sinn, L.A. 2016. A mosasaur, cf. Plotosaurus, from the upper Maastrichtian Quiriquina Formation in Central Chile. Cretaceous Research 61: 17-25. Mulder, E.W.A. 2016. Bookreview: A MONOGRAPH OF THE FOSSIL REPTILIA OF THE CRETACEOUS FORMATIONS by Richard Owen. Cambridge University Press, Cambridge UK, 2015 (reprint). Geological Journal 51: 843-844.
- Mulder, E.W.A. & Fraaije, R.H.B. 2016. New records of Early Cretaceous iguanodontian dinosaur remains from the Dutch sector of the North Sea. Neues Jahrbuch für Geologie und Paläontologie, Abhandlungen 282/3 (2016): 271-277.
- Mulder, E.W.A., J.W.M. Jagt & J.W. Stroucken 2016. New records of latest Cretaceous neosuchian Crocodyliforms from the Maastrichtian type area (southern Limburg, The Netherlands). In: Sullivan, R.M. and Lucas, S. G. (eds.) Fossil Record 5. New Mexico Museum of Natural History and Science Bulletin 73: 169-172.
- Schulp, A.S., Janssen, R., Van Baal, R.R., Jagt, J.W.M., Mulder, E.W.A. & Vonhof, H.B. 2016. Stable isotopes, niche partitioning and the paucity of elasmosaur remains in the Maastrichtian type area. Netherlands Journal of Geosciences, doi:10.1017/njg.2016.20.

2015:
- Jagt, J.W.M., Deckers, M.J.M., Mulder, E.W.A., Fraaije, R., J., & Van Bakel, B. 2015. Veranderende inzichten over twee Limburgse Krijt-fossielen: Hemipneustes en Mesostylus. GEA 2015 (2): pp. 55-58.
- Jagt, J. W. M., Donovan, S.K., Fraaije, R., Mulder, E.W.A., Nieuwenhuis, E., Stroucken, J., Van Bakel, B.& Van Knippenberg, P. 2015. Remarkable preservation of selected latest Cretaceous macrofossils from the Maastrichtian type area (The Netherlands, Belgium). In: Sullivan, R. M. and Lucas, S. G. (eds.) Fossil Record 4. New Mexico Museum of Natural History and Science Bulletin 68: 75-78.

2014:
- Mulder, E.W.A. & Becker, H.F.J. 2014. De ‘Sauriër’ van Sibculo. Grondboor & Hamer 68(1): 30-33.
- Mulder, E.W.A., J.W.M. Jagt & E.A. Jagt-Yazykova 2014. Wolves – evolution, distribution and more ... In:
- Wężowicz-Ziółkowska, D. & Wieczorkowska, E. (eds). Wilki i ludzie. Małe compendium wilkologii: pp. 35-49. Grupakulturalna, Katowice. ISBN 978-83-934011-4-7.

2013:
- Mulder, E.W.A. 2013. On the piscivorous behaviour of the Early Cretaceous amiiform neopterygian fish Calamopleurus cylindricus from the Santana Formation, northeast Brazil. Netherlands Journal of Geosciences (Geologie en Mijnbouw) 92: 119-122.
- Mulder, E.W.A. 2013. Boekbespreking: Gaining Ground. The Origin and Evolution of Tetrapods, second edition, door Jennifer A. Clack. Uitg. Indiana University Press, Bloomington & Indianapolis, 2012. Gea 46 (4): 125.
- Mulder, E.W.A., Formanoy, P., Gallagher, W.B., Jagt, J.W.M. & Schulp, A.S. 2013. The first North American record of Carinodens belgicus (Squamata, Mosasauridae) and correlation with the youngest in situ examples from the Maastrichtian type area: palaeoecological implications. Netherlands Journal of Geosciences (Geologie en Mijnbouw) 92: 145-152.
- Mulder, E.W.A., J.W.M. Jagt & A.S. Schulp 2013. The Sunday’s child of Dutch earth sciences – a tribute to Bert Boekschoten on the occasion of his 80th birthday (introduction). Netherlands Journal of Geosciences (Geologie en Mijnbouw) 92: 91-96.

2012:
- Akkerman, H. & Mulder, E.W.A. 2012. Ammonieten uit het Trias. In: Brouwers, G.L.L.M., Jagt, J.W.M. & Mulder E.W.A. (eds.) Fossiele cephalopoden van Nederland. Staringia, 13: 64-65.
- Akkerman, H. & Mulder, E.W.A. 2012. Sepiida en Spirulida uit het Paleogeen van het Rutbekerveld. In: Brouwers, G.L.L.M., Jagt, J.W.M. & Mulder E.W.A. (eds.) Fossiele cephalopoden van Nederland. Staringia, 13: 184-187.
- Jagt, J.W.M., Mulder, E.W.A. & Schulp, A.S., 2012. The Maastrichtian type area in the southeast Netherlands and northeast Belgium – a late Cretaceous “mosasaur park” / Typowy obszar mastrychtu w rejonie południowo-wschodnich Niderlandach i połnocno- wschodniej Belgii – ostatni kredowi “park mozazaurów. In: Jagt-Yazikova, E., Jagt, J.W.M., Bodzioch, A. & Konietzko-Mejer, D. (eds): Krasiejów – inspiracje paleontologiczne / Krasiejów – palaeontological inspiration. ZPW “Plik” (Bytom): pp. 81-98. ISBN 978-83-916841-8-4
- Mulder, E.W.A. 2012. De zeeschildpad Allopleuron hofmanni uit de Maastrichtse Krijtzee. Over de evolutie van schildpadden in het algemeen, en een reuzenbaby van 65 miljoen jaar geleden in het bijzonder. Gea 45 (2): 31-38.
- Mulder, E.W.A. 2012. Boekbespreking: Survivors. The Animals and Plants that Time Has left Behind, door Richard Fortey. Uitg. Harper Press, Londen, 2011. Gea 45 (3): 85.

2011:
- Mulder, E.W.A. 2011. Evolutiestudieboek [Boekbespreking]. BIOnieuws 21 (3, 6).
- Parmentier, J. & Mulder, E.W.A. 2011. Natuurlijk Twente. Boekwinkel Heinink Denekamp, Tubbergen, Oldenzaal, Hardenberg: 120 pp.

2008:
- Jagt, J.W.M., Cornelissen, D., Mulder, E.W.A., Schulp, A.S., Severijns, J. & Verding, L. 2008. The youngest in situ record to date of Mosasaurus hoffmanni (Squamata, Mosasauridae) from the Maastrichtian Type Area, The Netherlands. Fort Hays Studies Special Issue 3 (Proceedings of the Second Mosasaur Meeting): 73-80.

2007:
- Gallagher, W., Mckee, J., Mulder, E. W. A. & Schulp, A. (2007). The last mosasaurs. Journal of Vertebrate Paleontology 27(3): 78A.
- Mulder, E.W.A. 2007. Hoofdzaken: van vissenkop tot mensenschedel. Grondboor & Hamer 61(2): 51-61.

2005:
- Gallagher, W.B., Campbell, C.E., Jagt, J.W.M. & Mulder, E.W.A. 2005. Mosasaur (Reptilia, Squamata) material from the Cretaceous-Tertiary boundary interval in Missouri. Journal of Vertebrate Paleontology, 25: 473–475.
- Martin, J.E., Case, J.A., Jagt, J.W.M., Schulp, A.S. & Mulder, E.W.A. 2005. A New European Marsupial Indicates a Late Cretaceous High-Latitude Transatlantic Dispersal Route. Journal of Mammalian Evolution 12 (3/4): 495-511.
- Mulder, E.W.A., J.W.M. Jagt & A.S. Schulp 2005. Another record of a hadrosaurid dinosaur from the Maastrichtian type area (The Netherlands, Belgium): SEELEY (1883) revisited. Bulletin de l'Institut royal des Sciences naturelles de Belgique, Sciences de la Terre 75: 201-206.
- Schulp, A.S, Mulder, E.W.A. & Schwenk, K. 2005. Did mosasaurs have forked tongues? Netherlands Journal of Geosciences (Geologie en Mijnbouw) 84: 359-371.

2004:
- Diedrich, C. & Mulder, E.W.A. 2004. A new record of Clidastes (Squamata, Mosasauridae) from the Upper Campanian of the Münster Basin (NW Germany). Netherlands Journal of Geosciences 83: 67-71
- Gallagher, W.B., Jagt, J.W.M., Mulder, E.W.A. & Schulp, A.S. 2004. A new mosasaur specimen from Maastricht (the Netherlands), with a review of the Late Cretaceous-Early Paleogene marine faunas of New Jersey and Limburg. The Mosasaur 7: 47-57
- Mulder, E.W.A. 2004. Maastricht Cretaceous finds and Dutch pioneers in vertebrate palaeontology. In: Touret, J.L.R. & Visser, R.P.W. (eds). Dutch pioneers of the earth sciences: 165-176. Royal Netherlands Academy of Arts and Sciences (KNAW), Amsterdam.
- Mulder, E.W.A., Cornelissen, D. & Verding, L. 2004. Is Mosasaurus lemonnieri a juvenile Mosasaurus hoffmanni? A discussion. In: Schulp, A.S. & Jagt, J.W.M. (eds.): First Mosasaur Meeting, Maastricht, 8-12 May 2004, Abstract book and Field guide. Maastricht (Natuurhistorisch Museum Maastricht): 62-66.

2003:
- Jagt, J.W.M., Mulder, E.W.A., Schulp, A.S., Dortangs, R.W. & Fraaije, R.H.B. 2003. Dinosaurs from the Maastrichtian type area. C.R. Palevol 2 (2003): 67-76
- Machalski, M., Jagt, J.W.M., Dortangs, R.W., Mulder, E.W.A., & Radwanski, A. 2003. Campanian and Maastrichtian mosasaurid reptiles from central Poland. Acta Palaeontologica Polonica 48 (3): 397-408.
- Martin, J. E., Case, J. A., Jagt, J.W.M., Schulp, A. S., and Mulder, E.W. A. (2003). The first didelphid marsupial (Mammalia) from Europe and its significance concerning Late Cretaceous biogeography. Journal of Vertebrate Paleontology, 29: 32A.
- Mulder, E.W.A. 2003. Comparative osteology, palaeoecology and systematics of the Late Cretaceous turtle Allopleuron hofmanni (Gray 1831) from the Maastrichtian type area. Publicaties van het Natuurhistorisch Genootschap in Limburg, Reeks XLIV (afl. 1): 23-92.
- Mulder, E.W.A. 2003. On the alledged provenance of Halisaurus (Squamata; Mosasauridae) in the latest Cretaceous of the Maastrichtian type area. Netherlands Journal of Geosciences (Geologie en Mijnbouw) 82: 269-273.

2002:
- Dortangs, R.W., Schulp, A.S., Mulder, E.W.A., Jagt, J.W.M., Peeters, H.H.G. & De Graaf, D.Th. 2002. A large new mosasaur from the Upper Cretaceous of The Netherlands. Netherlands Journal of Geosciences (Geologie en Mijnbouw) 81: 1-8.
- Dyke, G.J., Dortangs, R.W., Jagt, J.W.M., Mulder, E.W.A., Schulp, A.S. & Chiappe, L.M. 2002. Europe's last Mesozoic bird. Naturwissenschaften 89: 408-411
- Jagt, J.W.M., Mulder, E.W.A., Dortangs, R.W., Kuypers, M.M.M., Peeters, H.H.G. & Verding, L. 2002. Recent additions to the Late Maastrichtian mosasaur faunas of Liège-Limburg (The Netherlands - Belgium). Sargetia, Acta Mus. Ser. Sci. Nat. Deva 19: 13-26.

2001:
- Mulder, E.W.A. 2001. Co-ossified vertebrae of mosasaurs and cetaceans: implications for the mode of locomotion of extinct marine reptiles. Paleobiology 27: 724-734.

2000:
- Mulder, E.W.A., Bardet, N., Godefroit, P. & Jagt, J.W.M. 2000. Elasmosaur Remains from the Maastrichtian type area, and a Review of latest Cretaceous Elasmosaurs (Reptilia, Plesiosauroidea). Bulletin de l'Institut royal des Sciences naturelles de Belgique, Sciences de la Terre 70: 161-178.

1999:
- Mulder, E.W.A. 1999. Transatlantic latest Cretaceous mosasaurs (Reptilia, Lacertilia) from the Maastrichtian type area and New Jersey. Geologie en Mijnbouw 78: 281-300.
- Mulder, E.W.A. 1999. Fossielen uit Solnhofen [Boekbespreking]. Grondboor & Hamer 53: 124-125.
- Mulder, E.W.A. 1999. Tails bothering mosasaurs and whales: spondylosis and spondylitis in extinct marine monitors and extant cetaceans compared. In: The 150th Anniversary of the Maastrichtian Stage: a celebratory conference, Maastricht, 17-21 November 1999 Conference programme, abstracts and field guide: 46-47.
- Mulder, E.W.A. & H. Mai 1999. The oldest tylosaurine mosasaur (Reptilia, Lacertilia) from the Late Cretaceous of Belgium: Hermann von Meyer (1860) revisited. Geologie en Mijnbouw 78: 207-213. Weishampel, D.B., Mulder, E.W.A., Dortangs, R.W., Jagt, J.W.M., Jianu, C.-M., Kuypers, M.M.M., Peeters, H.H.G. & Schulp, A.S. 1999. Dinosaur remains from the type Maastrichtian: an update. Geologie en Mijnbouw 78: 357-365.

1998:
- Mulder, E.W.A. 1998 Thoracosaurine vertebrae (Crocodylia; Crocodylidae) from the Maastrichtian type area. Proceedings of the Koninklijke Nederlandse Akademie van Wetenschappen 100(1997): 161-170
- Mulder, E.W.A. 1998. Dinosauriërs, plesiosauriërs en krokodillen. Grondboor & Hamer 52: 148-149.
- Mulder, E.W.A., J.W.M. Jagt, M.M.M. Kuypers, H.H.G. Peeters & P. Rompen 1998. Preliminary observations on the stratigraphic distributon of Late Cretaceous marine and terrestrial reptiles from the Maastrichtian type area (SE Netherlards, NE Belgium). Oryctos, 1: 55-64.

1997:
- Mulder, E.W.A., M.M.M. Kuypers, J.W.M. Jagt & H.H.G. Peeters 1997. A new late Maastrichtian hadrosaurid dinosaur record from northeast Belgium. Neues Jahrbuch für Geologie und Paläontologie, Monatshefte 1997 (6): 339-347.

1995:
- Mulder, E.W.A. 1995. "Creatie of evolutie"; is schijntegenstelling. BIOnieuws 5 (8). Veldhuis, T. & Mulder, E.W.A. 1995. Stalagmieten in steenkool. Grondboor & Hamer 49: 117-119.

1991:
- Mulder, E.W.A. 1991. In de ban van de dinosaurus. Vitrine 2: 42-45.

1990:
- Mulder, E.W.A. 1990. Ein Elasmosaurierzahn aus der oberen Kreide des St. Pietersberges bei Maastricht, Süd-Limburg, Niederlande. Paläontologische Zeitschrift 64: 145-151.

1986:
- Mulder, E.W.A. & Theunissen, B. 1986. Hermann Schlegel's investigation of the Maastricht mosasaurs. Archives of Natural History 13: 1-6.

1985:
- Mulder, E.W.A. 1985. Plesiosauriërs in de Limburgse Krijtzee. Natuurhistorisch Maandblad 74: 94-96.
- Mulder, E.W.A. 1985. Beenvliesontsteking: een oude kwaal!. Natuurhistorisch Maandblad 74: 129-130.

1984:
- Mulder, E.W.A. 1984. Resten van Telmatosaurus (Ornithischia, Hadrosauridae) uit het Boven-Krijt van Zuid-Limburg. Grondboor & Hamer 38: 108-115.

1983:
- Mulder, E.[W.A]. & P. Marks 1983. Umbilical structures of Globotruncana fornicata Plummer and G. contusa (Cushman). Cretaceous Research: 211-214.

1982:
- Mulder, E.W.A. & Theunissen, B. 1982. Hermann Schlegel als paleontoloog. Natuurhistorisch Maandblad 71: 163-172.

1981:
- Mulder, E.W.A. 1981. Een bijdrage tot de karakterisering van de kreeft Callianassa faujasi Desmarest. Natuurhistorisch Maandblad 70: 170-174.